# 진전초등학교 이창분교
진전초등학교 이창분교는 대한민국 경상남도 창원시 마산합포구 진전면 이명리 8에 있었던 공립 초등학교이다.

## 연혁
- 1946년 3월 19일 이창국민학교 설립인가
- 1978년 2월 20일 병설유치원 개원
- 1996년 3월 1일 이창초등학교로 개칭
- 1998년 3월 1일 진전초등학교로 편입
- 1999년 2월 19일 제48회 졸업식 11명(졸업생 총 수 1046명)
- 1999년 9월 1일 진전초등학교로 통합